# Werner Weiß (Tischtennisspieler)
Werner Weiß (* 2. Juli 1931; † um 1998) war ein deutscher Tischtennisspieler, der an zwei Weltmeisterschaften teilnahm.
Werner Weiß spielte bereits in den 1950er Jahren und bis zu seinem Lebensende beim Verein TTC Beckingen. Viermal gewann er einen Titel bei den Saarlandmeisterschaften, 1953 und 1954 in Einzel, 1953 im Mixed mit Helga Herresthal sowie 1955 im Doppel mit Ossi Michel.
Bei den Weltmeisterschaften 1954 und 1955 trat das Saarland als eigenständiger Verband auf. Hier wurde Weiß für das Saarland nominiert, kam aber weder im Einzel noch mit der Herrenmannschaft in die Nähe einer Medaille.
Bei der WM 1954 in Wembley unterlag er nach zwei kampflosen Runden gegen Ladislav Štípek (ČSSR). Das Doppel mit Willi Trautmann scheiterte in der ersten Runde an den Amerikanern William Gunn / Irwin Miller. Im Mixedwettbewerb trat Weiß nicht an, mit dem saarländischen Team kam er auf Platz 27.
Bei der WM 1955 in Utrecht verlor er gegen den früheren dreifachen Weltmeister Richard Bergmann (England). Im Doppel mit Willi Trautmann schaltete er die Niederländer Henry Grijzenhout/Piet Weel aus, danach waren Ivan Andreadis/Ladislav Štípek (ČSSR) zu stark. Diesmal startete Weiß auch im Mixed mit Helga Herresthal, schied aber in der ersten Runde gegen John Somael Pauline/Robinson (USA) aus. Die Mannschaft des Saarlandes landete auf Platz 25.

## Turnierergebnisse
| Verband | Veranstaltung     | Jahr | Ort     | Land | Einzel     | Doppel     | Mixed      | Team |
| ------- | ----------------- | ---- | ------- | ---- | ---------- | ---------- | ---------- | ---- |
| SAA     | Weltmeisterschaft | 1955 | Utrecht | NED  | letzte 128 | letzte 64  | letzte 128 | 25   |
| SAA     | Weltmeisterschaft | 1954 | Wembley | ENG  | letzte 64  | letzte 128 | Qual       | 28   |